# Női +70 kg-os cselgáncs a 2005. évi nyári európai ifjúsági olimpiai fesztiválon
A 2005. évi nyári európai ifjúsági olimpiai fesztiválon a cselgáncs versenyszámokat Lignano Sabbiadoróban rendezték. A női +70 kilogrammos cselgáncs viadalokat július 7.-én rendezték.

## Mérkőzések

### Főág
|  | Negyeddöntők        | Negyeddöntők        | Negyeddöntők |  |  | Elődöntő          | Elődöntő          | Elődöntő    |             |       | Döntő             | Döntő             | Döntő |  |
|  |                     |                     |              |  |  |                   |                   |             |             |       |                   |                   |       |  |
|  | Wioletta Nasiadko   | Wioletta Nasiadko   | 1000(0)      |  |  |                   |                   |             |             |       |                   |                   |       |  |
|  | Dalia Olenceviciute | Dalia Olenceviciute | 0(0)         |  |  | Wioletta Nasiadko | Wioletta Nasiadko | 1011(0)     |             |       |                   |                   |       |  |
|  | Laura Haynes        | Laura Haynes        | 1000(0)      |  |  | Laura Haynes      | Laura Haynes      | 0(1)        |             |       |                   |                   |       |  |
|  | Angelika Sopp       | Angelika Sopp       | 0(0)         |  |  |                   |                   |             |             |       | Wioletta Nasiadko | Wioletta Nasiadko | 1(2)  |  |
|  |                     |                     |              |  |  |                   |                   | Barbara Ban | Barbara Ban | 10(1) |                   |                   |       |  |
|  |                     |                     |              |  |  | Barbara Ban       | Barbara Ban       | 210(0)      |             |       |                   |                   |       |  |
|  | Volha Kurkovich     | Volha Kurkovich     | 200(0)       |  |  | Volha Kurkovich   | Volha Kurkovich   | 0(3)        |             |       |                   |                   |       |  |
|  | Antonella Torchia   | Antonella Torchia   | 0(0)         |  |  |                   |                   |             |             |       |                   |                   |       |  |

### Vigaszág felső ág
|  | Vigaszág elődöntő   | Vigaszág elődöntő   | Vigaszág elődöntő |  |  | Bronzmérkőzés       | Bronzmérkőzés       | Bronzmérkőzés |  |
|  |                     |                     |                   |  |  |                     |                     |               |  |
|  | Dalia Olenceviciute | Dalia Olenceviciute | 1000(0)           |  |  |                     |                     |               |  |
|  | Angelika Sopp       | Angelika Sopp       | 11(0)             |  |  | Dalia Olenceviciute | Dalia Olenceviciute | 0(0)          |  |
|  |                     |                     |                   |  |  | Volha Kurkovich     | Volha Kurkovich     | 1110(0)       |  |

### Vigaszág alsó ág
|  | Vigaszág elődöntő | Vigaszág elődöntő | Vigaszág elődöntő |  |  | Bronzmérkőzés     | Bronzmérkőzés     | Bronzmérkőzés |  |
|  |                   |                   |                   |  |  |                   |                   |               |  |
|  | Antonella Torchia | Antonella Torchia | -                 |  |  |                   |                   |               |  |
|  |                   |                   |                   |  |  | Antonella Torchia | Antonella Torchia | 1000(0)       |  |
|  |                   |                   |                   |  |  | Laura Haynes      | Laura Haynes      | 0(0)          |  |

## Végeredmény
| Helyezés | Név                 | Nemzet             |
| -------- | ------------------- | ------------------ |
| Arany    | Barbara Ban         | Szlovénia          |
| Ezüst    | Wioletta Nasiadko   | Lengyelország      |
| Bronz    | Volha Kurkovich     | Fehéroroszország   |
| Bronz    | Antonella Torchia   | Olaszország        |
| 5.       | Dalia Olenceviciute | Litvánia           |
| 5.       | Laura Haynes        | Egyesült Királyság |
| 7.       | Angelika Sopp       | Észtország         |